# Letonia en los Juegos Paralímpicos de Londres 2012
Letonia estuvo representada en los Juegos Paralímpicos de Londres 2012 por ocho deportistas, seis hombres y dos mujeres.

## Medallistas
El equipo paralímpico letón obtuvo las siguientes medallas:
| Nombre        | Deporte   | Evento                 |
| ------------- | --------- | ---------------------- |
| Oro           |           |                        |
| Aigars Apinis | Atletismo | Peso F52/53 masculino  |
| Plata         |           |                        |
| Aigars Apinis | Atletismo | Disco F51-53 masculino |
| Bronce        |           |                        |
| —             |           |                        |